# Loelia Lindsay
Loelia Maria, Lady Lindsay de Dowhill (nascida Loelia Maria Ponsonby; 6 de fevereiro de 1902 - 1 de novembro de 1993), era um editora e costureira britânica.

## Família e primeiro casamento

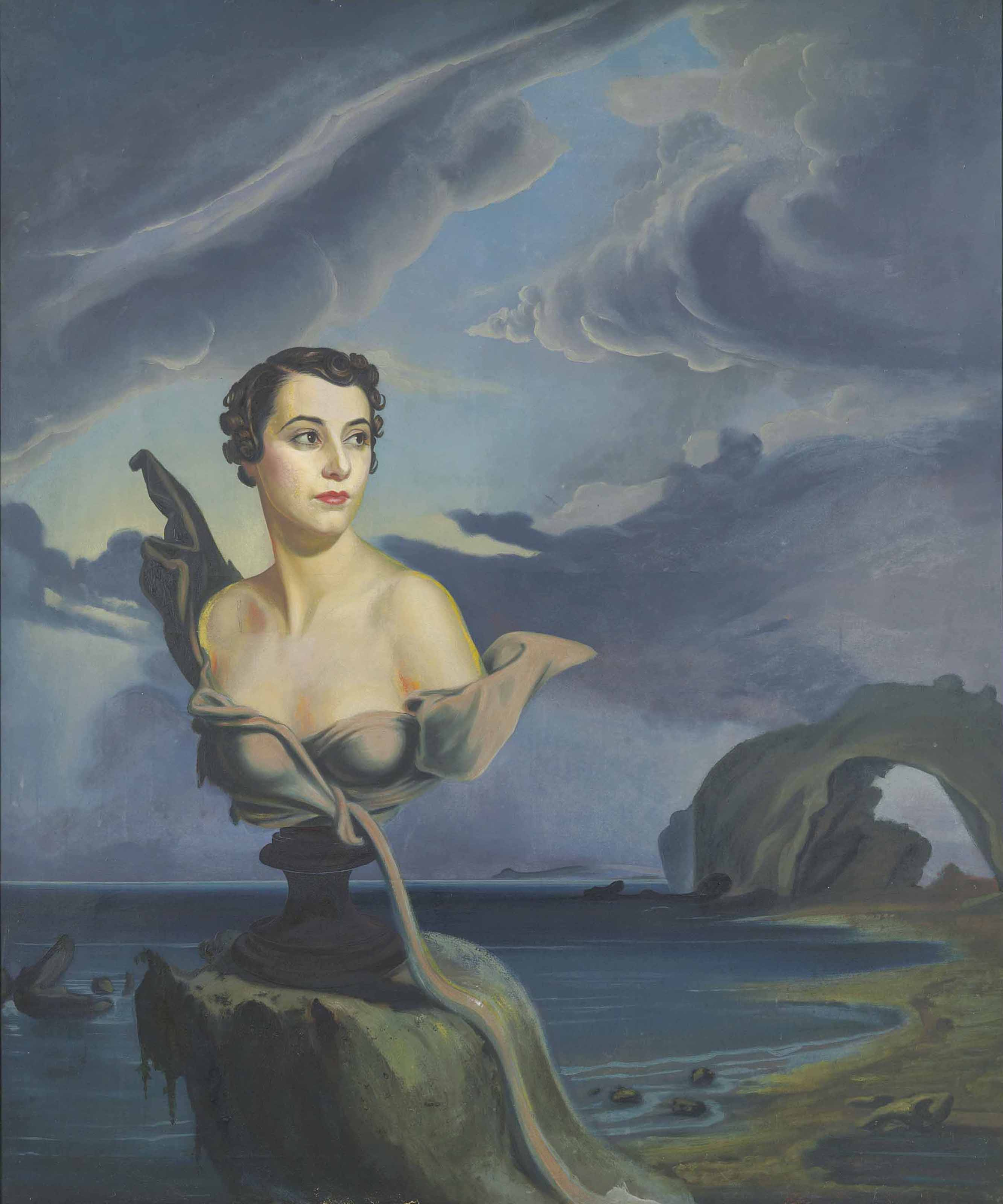
Loelia, Duquesa de Westminster por William Acton

Lindsay era a única filha do cortesão Sir Frederick Ponsonby, depois 1º Barão Sysonby, e Lily Victoria, Lady Sysonby (nascida Kennard, depois Baronesa Sysonby), a autora do livro do cozinheiro bem conhecido. Ela passou seus primeiros anos no Palácio de St. James, Park House em Sandringham e Birkhall. Uma das brilhantes jovens, ela conheceu, Hugh Grosvenor, 2º Duque de Westminster. Eles casaram-se em 20 de fevereiro de 1930 em uma explosão de publicidade, com Winston Churchill, mas foram incapazes de ter filhos. Seu casamento com o imensamente rico pares falhou e foi descrito por James Lees-Milne como "um definição de inferno não adulterada ". Ele foi dissolvido em 1947 após anos de separação.

## A vida após o divórcio
Após seu divórcio, Loelia, duquesa de Westminster, estabeleceu-se como uma anfitriã hábil, ocupando-se com costura e jardinagem, paixões que ela tinha herdado de sua mãe.
Seu segundo casamento, com o explorador Sir Martin Lindsay, 1.º Baronete, veio como uma surpresa para seus amigos, mas foi muito mais bem sucedida. O casal se casou em 1 de agosto de 1969. Sir Martin, um marido dedicado, morreu em 1981 e Lady Lindsay escolheu para passar seus últimos anos em lares de idosos. Suas memórias, escritas em 1961 e intitulado graça e do favor: As Memórias de Loelia, duquesa de Westminster, são um registro significativo de vida aristocrática entre a Primeira e a Segunda Guerra Mundial.

## Títulos e estilos
- 1902-1930: Senhorita Loelia Ponsonby
- 1930-1947: Sua Graça a duquesa de Westminster
- 1947-1969: Loelia, duquesa de Westminster
- 1969-1993: A honorável Lady Lindsay